# Zhongli
Zhongli (chiń. 中壢; pinyin Zhōnglì; pe̍h-ōe-jī Tiong-le̍k) – dzielnica miasta Taoyuan na Tajwanie. W 2014 roku liczyła 381 449 mieszkańców.
W przeszłości samodzielne miasto. 25 grudnia 2014 roku, wraz z przekształceniem powiatu Taoyuan w miasto wydzielone, pozbawione statusu miasta i ustanowione dzielnicą nowo utworzonego miasta wydzielonego.

## Współpraca
- Gumi, Korea Południowa
- Enfield, Stany Zjednoczone